# Stade Ivor-Wynne
Le stade Ivor-Wynne (en anglais Ivor Wynne Stadium) était un stade principalement utilisé pour le football canadien, situé à Hamilton en Ontario (Canada). Le stade était le domicile des Tiger-Cats de Hamilton, un club de la Ligue canadienne de football, depuis leur fondation en 1950 jusqu'à la fermeture du stade à la fin de la saison 2012. Le stade est alors démoli et remplacé par le stade Tim Hortons, situé au même emplacement.
Il a été inauguré en 1930 sous le nom de Civic Stadium, en vue de la première édition des Jeux de l'Empire britannique. Il a été renommé en 1970 en l'honneur de Ivor Wynne, une personnalité associée de près au développement du sport à Hamilton. 

## Histoire

### Civic Stadium (1928-1970)
La construction d'un stade dans le quartier de Stipley, situé au centre-est de Hamilton, commence en 1928 en partie grâce aux efforts de Thomas McQuesten (en), président de la Commission des parcs de Hamilton et futur ministre provincial. Dès cette année-là, la piste d'athlétisme est utilisée, ainsi que le terrain central qui sert pour le soccer. Cependant c'est en 1930 que le stade, appelé le Civic Stadium, est inauguré pour accueillir les premiers Jeux de l'Empire britannique du 16 au 23 août. 
Le Civic Stadium n'est pas, dans ses premières années, utilisé pour le football canadien, ce sport étant plutôt pratiqué dans l'autre stade principal de la ville, le Hamilton AAA Grounds. Les Wildcats de Hamilton, club de la Ontario Rugby Football Union fondé en 1941, a possiblement été domicilié au stade dès sa création, mais les informations précises manquent. Ce qui est certain, c'est que le match de la coupe Grey de 1944, auquel participent les Wildcats, a été présenté au Civic Stadium devant environ 6 000 spectateurs, et qu'en 1947 les Wildcats jouaient leurs matchs réguliers à cet endroit. 
Le nouveau club appelé les Tiger-Cats de Hamilton, résultat de la fusion des Wildcats avec l'autre club de la ville, les Tigers, s'installe au Civic Stadium dès sa création en 1950 . Cependant les déficiences du stade sont bientôt apparentes, en particulier le nombre insuffisant de sièges. En 1959, une nouvelle estrade est ajoutée du côté nord et la capacité du stade augmente de 15 000 places. 
Le club universitaire des Marauders de McMaster utilise aussi le Civic Stadium à quelques reprises durant la guerre, puis s'y installe de façon permanente en 1949. Cependant, le stade étant situé trop loin du campus et étant trop grand pour les besoins de l'équipe, celle-ci revient sur les terrains du campus en 1956. Les Marauders reviennent de temps en temps jouer au stade maintenant renommé Ivor-Wynne, surtout pour des matchs éliminatoires, puis de façon continue entre 2005 et 2007 pendant la construction du stade Ron-Joyce (en) situé sur le campus.

### Stade Ivor-Wynne (1971-2012)
Une importante rénovation est entreprise après la saison 1970, incluant notamment l'installation d'une surface en gazon synthétique de marque AstroTurfà un coût de 400 000 $. La ville de Hamilton accorde 2 millions de dollars pour l'ensemble de ces rénovations. Le stade devient donc le second au Canada à posséder une surface synthétique, le premier étant le stade de l'Empire à Vancouver. Le stade est également renommé « stade Ivor-Wynne », pour honorer une figure importante du sport à Hamilton qui était décédé en 1970. À ce moment il devient aussi le plus spacieux stade de la LCF avec 34 500 sièges.
D'autres rénovations ont lieu en 1976 et en 1980, et un nouveau tableau indicateur est installé en 1983. Son installation entraîne la démolition d'une estrade, ce qui diminue la capacité du stade à 29 231 sièges. La surface de jeu est remplacée en 1991 à un coût de 1 400 000 dollars. En vue de la tenue du match de la coupe Grey de 1996, des estrades temporaires sont ajoutées pour porter la capacité du stade pour ce match à environ 40 000 sièges.
D'autres rénovations sont entreprises après la saison 2002, incluant une nouvelle surface de jeu synthétique de type AstroPlay. L'année suivante, un nouveau tableau indicateur de dernière génération, permettant de montrer des reprises vidéo, est installé. Il s'agit à l'époque du plus grand tableau indicateur au Canada, et le cinquième en Amérique du Nord. À cause de son commanditaire, il est appelé le Dofasco TigerVision.
Le tournoi de soccer des Jeux panaméricains de 2015, attribués à Toronto, doit se dérouler à Hamilton. À cet effet, le conseil municipal de Hamilton approuve en janvier 2011 un plan pour une rénovation en profondeur du stade Ivor-Wynne. Cependant dès le mois d'août suivant la décision est modifiée pour devenir une reconstruction complète. Le stade est donc fermé après le dernier match des Tiger-Cats de la saison 2012 et démoli au cours de l'hiver. La construction du nouveau stade Tim Hortons, sur le même emplacement mais orienté nord-sud plutôt qu'est-ouest, débute en 2013.

### Concert de Pink Floyd
Un des événements les plus notables à avoir lieu au stade Ivor-Wynne est le concert de Pink Floyd du 28 juin 1975. Il s'agit de la dernière étape de leur tournée nord-américaine de 1975 (en), supportant leur album à paraître Wish You Were Here. La foule de 55 000 personnes est la plus grande affluence de l'histoire du stade. Celui-ci étant situé dans un quartier résidentiel, les résidents se plaignent du comportement des spectateurs avant et après le spectacle. De plus, l'équipe de scène fait exploser un grand nombre de pièces pyrotechniques qui endommagent gravement le tableau indicateur. Pour ces raisons, la ville de Hamilton interdit tout concert au stade à l'avenir. Il y a eu deux exceptions, un concert de Rush devant 8 000 spectateurs en 1979, et un concert final avant la fermeture du stade en 2012, mettant en vedette The Tragically Hip.

## Événements notables
- 1930 (16 au 23 août): Jeux de l'Empire britannique de 1930
- 1944 (27 novembre) : Match de la coupe Grey remporté par le HMCS St. Hyacinthe-Donnacona Navy Combines face au club local des Flying Wildcats
- 1972 (3 décembre) : Match de la coupe Grey remporté à domicile par les Tiger-Cats dans les dernières secondes de la partie.
- 1975 (28 juin) : Concert de Pink Floyd (record d'assistance au stade, 55 000 personnes)
- 1996 (24 novembre) : Match de la coupe Grey remporté par les Argonauts de Toronto (record d'assistance pour un match de football canadien, 38 595 personnes).
- 2004 (27 novembre) : Match de la coupe Vanier, Laval bat la Saskatchewan 7 à 1.
- 2005 (3 décembre) : Match de la coupe Vanier, Wilfrid-Laurier bat la Saskatchewan 24 à 23.
- 2008 (22 novembre) : Match de la coupe Vanier, Laval bat Western Ontario 44 à 21.
- 2012 (21 janvier) : Match de hockey sur glace en plein air entre les Marlies de Toronto et les Bulldogs de Hamilton de la Ligue américaine de hockey[17].
- 2012 (6 octobre) : Dernier concert au stade, et le premier depuis 1979. The Tragically Hip se produisent devant 13 000 fans[18].
- 2012 (27 octobre) : Dernier match de football canadien au stade, les Tiger-Cats défont les Blue Bombers de Winnipeg 28-18[19].